# Kapabilitetsindex
Kapabilitetsindex, duglighetsindex, ett verktyg från kvalitetstekniken som syftar till att bedöma vilken förmåga en process har att producera enheter som uppfyller satta krav och specifikationer.